# Elisabet Magdalena de Pomerània
Elisabet Magdalena de Pomerània (14 de juny de 1580 - 23 de febrer de 1649), va ser duquessa consort de Curlàndia i Semigàlia.
Era la filla menor d'Ernest Lluís de Pomerània i Sofia Hedwig de Brunswick-Lüneburg. El 4 de maig de 1600 es va casar amb Frederick Kettler, duc de Curlandia i Semigalia. El matrimoni no va tenir descendència documentada i la duquessa va quedar vídua el 16 d'agost de 1642. Va morir el 23 de febrer de 1649 a Dohlen i va ser enterrada a l'església del castell de Mitawa.